# Mariä Erwartung

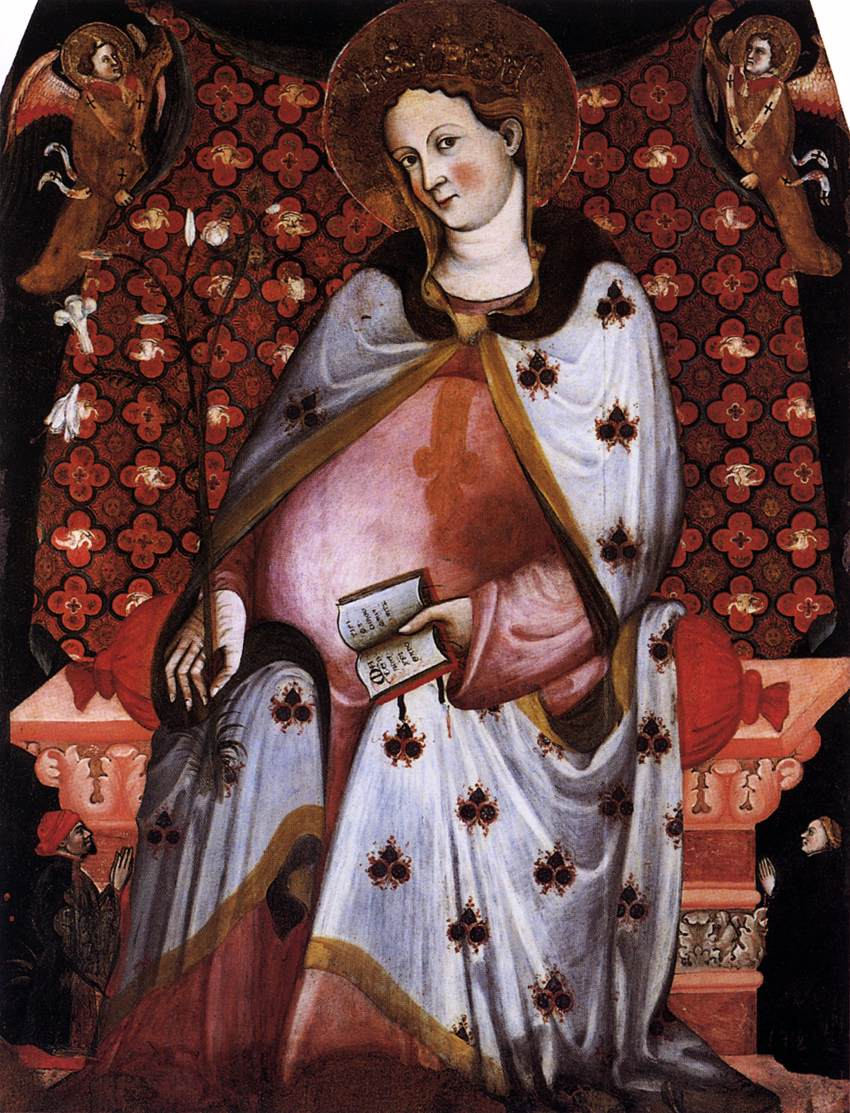
Madonna del parto, unbekannter Maler des 15. Jahrhunderts

Das Fest Mariä Erwartung, vollständig Fest der Erwartung der Geburt Christi, lat. Exspectatio Partus Beatae Mariae Virginis, war ein Marienfest am 18. Dezember. Das Festgeheimnis betrachtete die freudige Erwartung der Geburt Jesu Christi durch Maria.
Das Fest entstand in Spanien. Nachdem die spanische Kirche das Fest der Verkündigung des Herrn in die Adventszeit verlegt hatte, schrieb das zehnte Konzil von Toledo im Jahre 656 den 18. Dezember als Termin fest. Nachdem man zum früheren Festtermin des Hochfestes der Verkündigung im März zurückgekehrt war, wurde des Festgeheimnisses in Spanien an beiden Tagen, dem 25. März und dem 18. Dezember, gedacht; das Fest im Dezember hatte sogar eine eigene Oktav und eigene Antiphonen für jeden Tag der Oktav.
Papst Gregor XIII. bestätigte den Termin für den mozarabischen Ritus im Jahre 1573. Unklar ist, wann die Bezeichnung Exspectatio partus B.M.V. für das Fest im Dezember aufkam, da die liturgischen Bücher des mozarabischen Ritus diese Bezeichnung nicht verwenden. In Toledo hatte man seit 1634 das Privileg, das Fest Mariä Erwartung selbst dann zu begehen, wenn es auf den vierten Adventssonntag fällt. Von Spanien aus verbreitete sich das Fest nach Italien und Frankreich. 1702 wurde es in den Eigenkalender der Zisterzienser aufgenommen. Papst Benedikt XIII. führte das Fest 1727 in den römischen Generalkalender ein.
Die Brevierkongregation unter Papst Benedikt XIV. und seinen Nachfolgern schaffte nach einer Empfehlung 1741 diverse „niedere“ Marienfeste, darunter das Fest Exspectatio Partus Beatae Mariae Virginis, wieder ab.